# J Records
J Records is een Amerikaanse platenmaatschappij, die onderdeel is van Sony Music Entertainment.

## Over het bedrijf
J Records werd in 2000 opgericht door Clive Davis, met een financiering van 150 miljoen dollar door BMG, nadat hij Arista Records had geliquideerd in hetzelfde jaar. In 2001 begon het succes, toen het album Songs in A Minor van Alicia Keys werd uitgebracht, met 10 miljoen verkochte platen wereldwijd. Olivia Longott ondertekende als eerst een contract bij J. Keys zat eerst bij Arista Records -, maar werd later ontslagen, omdat de verkoop tegenviel.
Eerst was J onafhankelijk, maar in 2002 kocht BMG de meerderheid van de aandelen in het bedrijf, en het werd toen deel van de RCA Records Group.

## Artiesten
- 2 Way
- B.N.O.
- Baby Bash
- Bailey
- Chapter 4
- Clyph
- C-Ride
- D'angelo
- Paula DeAnda
- Gavin DeGraw
- F.D.Z
- Fantasia
- Jamie Foxx
- H.N.O.
- Happy Endings
- Jennifer Hudson
- Hurricane Chris
- I Nine
- Inward Eye
- Alicia Keys
- Emily King
- Larsiny Family
- Annie Lennox
- Leona Lewis
- Angie Locc
- Luke and Q
- Lyric
- Barry Manilow
- Mario
- Mashonda
- Daniel Merriweather
- Monica
- Nina Sky
- One Chance
- Huggie Pacino (producer)
- Jermaine Paul
- Pearl Jam
- Rhymefest
- Rico Love
- Say Anything
- Shells
- Drew Sidora
- Silvertide
- Rod Stewart
- Jazmine Sullivan
- Tyrese
- J. Valentine
- Luther Vandross
- Eddie Vedder

## Voormalige artiesten
- Busta Rhymes
- Cassidy
- Deborah Cox
- Flyleaf
- Taylor Hicks
- Wyclef Jean
- Shawn Kane
- Lamya
- Olivia Longott
- Maroon 5
- Mashonda
- Next
- O-Town
- Smitty
- SOiL
- Angie Stone
- Ruben Studdard
- Udora
- The White Tie Affair
- Yung Wun